# Ат-Тарф
АТ-ТАРФ — місто і муніципалітет, що належить до районного відділу Ель Тарфая  алжирської держави.

## Історія
Історично склалося так, що, можливо, були різні точки стану площа виклик і протистояння між полчищами французьких військ під час визвольної війни, так як вони були розглянуті як транзитна зона для військової техніки військам визвольної армії, які прилипають до французького уряду під час створення шаллю лінії і Морріс через муніципалітети: - Шат - Бен M'hidi - Asfor- Zarizr- Albesbas- Drean - Hehani (для Maurice лінії). - Alsoark- Alaaon- пісок Tarv- Zatonh- маркет призначений Akarmh- bouhadjar (для лінії хустки). Dagosh область також знаходиться в пилу муніципалітету Albesbas великим населенням, ніж перепис 27000.00 жителя

## EDM
Він межує на півночі Середземного моря і на сході і на заході Республіки Туніс Аннаба провінції на півдні штатів Гельма і ринку Ахраш.
2. природне середовище держави:
ландшафт:
Ель Тарфая топографія держави ділиться на дві частини:
1. степової район: - включає в себе територію площею 1258.94 км² (43% від пилу держави і містить 68% населення штату)
- Bsaolha перевага висунутим і чотири озера: - Птах озеро - Озеро Ooberh - Озеро Tunqh- солоного озера. - Вона також характеризується прибережним пляж тягнеться вздовж 90 км від 09 охоронюваних пляжів і 05 зон для розширення туристичної зони оцінюється в 5.185 га, а саме: (Msida- Cap Rosa- Alhnaya- Mfrag Середній - Mfrag West).
2. Гірський регіон: Цей регіон простягається на території площею 1632.75 км² (57% від пилу держави і 32% населення штату), він також характеризується величними горами і густим Gaptha розширюються на 167.311 га і Bmnhdaratha понад 12%.
(B) Клімат: Ат-Тарф перевага держави на весь клімат вологий і м'який, салютувавши Wet Hot на стороні північній холодною і вологою на південній стороні, в той час як кількість опадів вони коливаються від 900 до 1200 мм / рік.
3. Загальна економіка держави: що в цілому економіка держави в основному базується на ресурсах, наявних і в:
-filahh і домашньої худоби: так що оцінки орних земель до 73.346 гектарів, з яких 14000 га зрошувані гаях підняв село недалеко від штаб-квартири держави на 5 км з переважанням дерев і фруктів Kalmhamsh, сливи і деяких цитрусових, також високо оцінює худобу 16.953 овець і 86.400 глава корів і кіз 55.300.
В цьому секторі зайнято близько 28.885 чоловік, що еквівалентно 29,45% від загального числа співробітників.
-altheroh Ліс: поширюється на площі 167.311 га, або близько 57% від загальної площі юрисдикції, так і серед експлуатованих дерев з цього багатства є пробка, евкаліпт, лікарські трави.
-altheroh Турист: прибережній довжиною 90 км смуги містить 05 областей бум туризму і 09 охороняли пляжі .... - Althaqvat переважаючі: характеризується станом Ель Тарфая з численними культурами, де і в силу цього Aahih області, де кількість туристів в муніципалітеті Ель-Кали один в рік 3,5 мільйона туристів в правило TBAH звичайні люди регіону, вони поспішають, щоб мати справу з ними в дорозі і Гедда не заперечують свою прихильність своїм традиціям.
Найбільш важливі культурні центри країни: молоді Ахмад Дар Чен зали Інтернету і населенням кілька слабкий майже 15 зал з повним стані
1. ↑  Répartition de la population résidente des ménages ordinaires et collectifs, selon la commune de résidence et la dispersion — National Office of Statistics.